# بانجولاندینگ
بانجولاندینگ (به لاتین: Banjulunding) یک منطقهٔ مسکونی در گامبیا است که در West Coast Division واقع شده‌است. بانجولاندینگ ۸،۰۲۹ نفر جمعیت دارد.